# Сомонтано-де-Барбастро

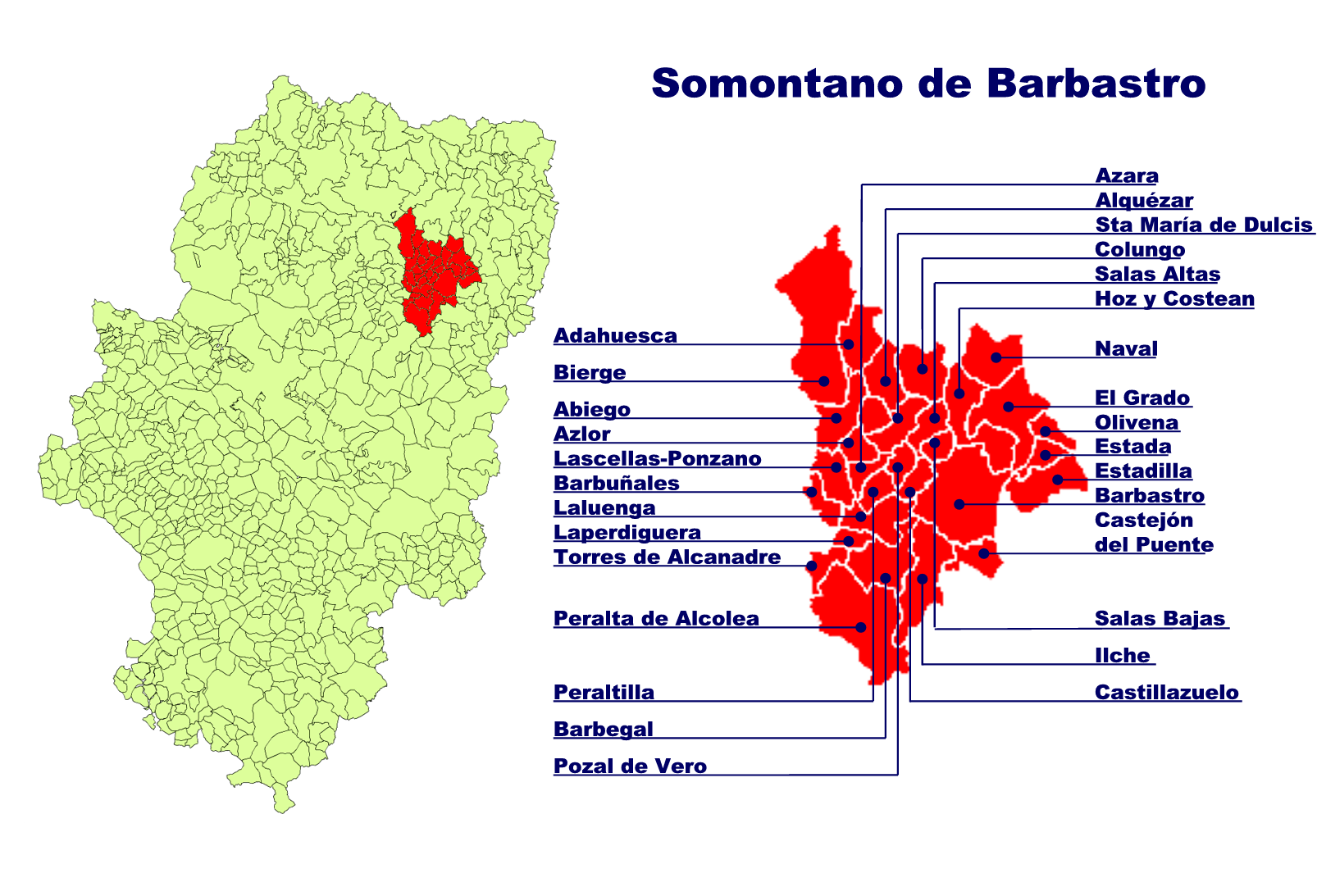
Карта муниципий

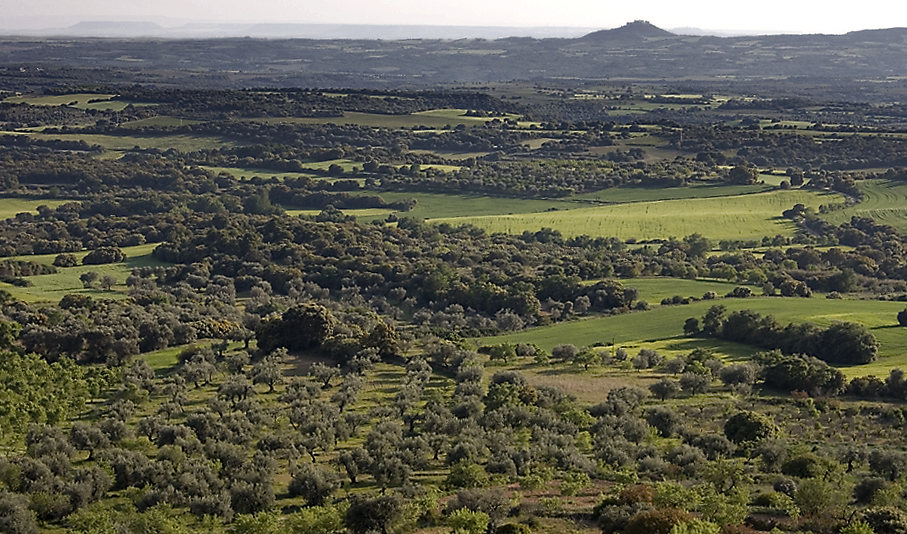
Характерный для Сомонтано пейзаж

Сомонтано-де-Барбастро (исп. Somontano de Barbastro)  — район (комарка) у подножья Пиренейских гор в Испании, который входит в провинцию Уэска в составе автономного сообщества Арагон. Сомонтано означает «предгорье» (примерно то же, что Пьемонт в Италии). Наиболее крупный населённый пункт — Барбастро.
Практически совпадает с комаркой винодельческий аппелласьон Сомонтано, где на площади в 3,9 тыс. га выращиваются многие не совсем типичные для Испании сорта винного винограда (в диапазоне от каберне-совиньона до гевюрцтраминера). В 1984 году этот район был удостоен статуса DO(P). 
По состоянию на 2016 год район Сомонтано с выраженным континентальным климатом (морозная зима, жаркое лето) производил не менее 184 тыс. гекалитров красных и белых вин ежегодно. Приблизительно половина винодельческих хозяйств привечает винных туристов и предлагает продегустировать свои вина.

## Муниципалитеты
1. Абьего
2. Адауэска
3. Алькесар
4. Асара
5. Аслор
6. Барбастро
7. Барбуньялес
8. Бербегаль
9. Бьерхе
10. Кастехон-дель-Пуэнте
11. Кастильясуэло
12. Колунго
13. Эстада
14. Эстадилья
15. Эль-Градо
16. Ос-и-Костеан
17. Ильче
18. Лалуэнга
19. Лапердигера
20. Лассельяс-Понсано
21. Наваль (Уэска)
22. Ольвена
23. Перальта-де-Алькофеа
24. Перальтилья
25. Посан-де-Веро
26. Салас-Альтас
27. Салас-Бахас
28. Санта-Мария-де-Дульсис
29. Торрес-де-Альканадре